# اچهریان
اچهریان (به انگلیسی: Icherrian) یک روستا در پاکستان است که در ناحیه مانسهره واقع شده‌است.